# Liste der Biografien/Broc
Liste der Biografien |
Portal Biografien |
Personensuche
# |
A |
B |
C |
D |
E |
F |
G |
H |
I |
J |
K |
L |
M |
N |
O |
P |
Q |
R |
S |
T |
U |
V |
W |
X |
Y |
Z |
?
 
Ba |
Be |
Bd |
Bg |
Bh |
Bi |
Bj |
Bl |
Bm |
Bn |
Bo |
Br |
Bs |
Bu |
Bw |
By |
Bz
 
Bra |
Brc |
Brd |
Bre |
Brg |
Bri |
Brj |
Brk |
Brl |
Brn |
Bro |
Brp–Brt |
Bru |
Brv |
Bry |
Brz
 
Broa |
Brob |
Broc |
Brod |
Broe |
Brof |
Brog |
Broh |
Broi |
Broj |
Brok |
Brol |
Brom |
Bron |
Broo |
Brop |
Broq |
Bror |
Bros |
Brot |
Brou |
Brov |
Brow |
Brox |
Broy |
Broz
Die Liste der Biografien führt alle Personen auf, die in der deutschsprachigen Wikipedia einen Artikel haben. Dieses ist eine Teilliste mit 434 Einträgen von Personen, deren Namen mit den Buchstaben „Broc“ beginnt.

## Broc
- Broc, Jean (1771–1850), französischer Porträt- und Historienmaler

### Broca
- Broca, George (1849–1918), französischer Straßenbahningenieur
- Broca, Nicolas (1932–1993), belgischer Comiczeichner
- Broca, Paul (1824–1880), französischer Anthropologe
- Broca, Philippe de (1933–2004), französischer FilmregisseurPhilippe de Broca (1933–2004)

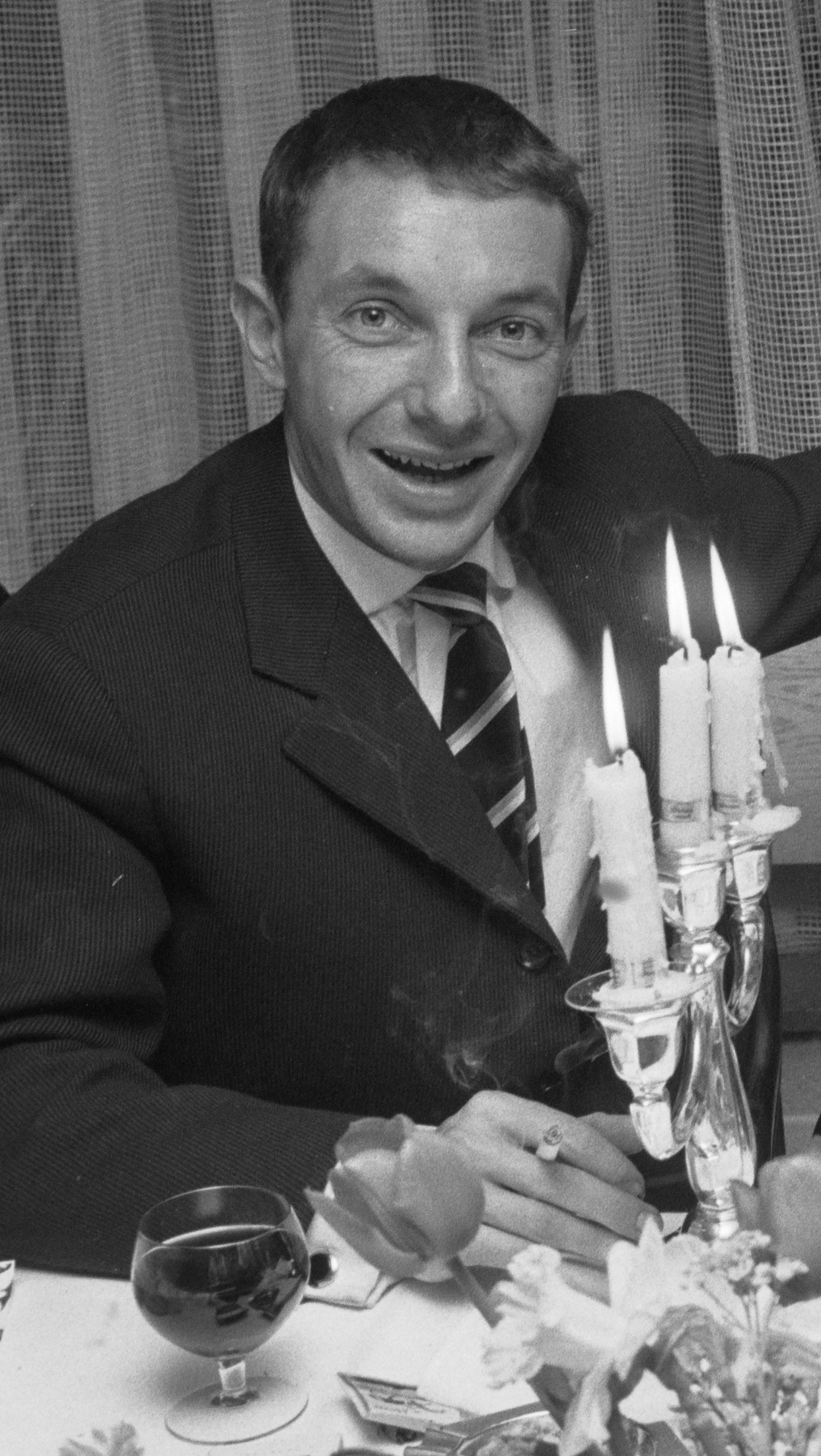
Philippe de Broca (1933–2004)

- Brocal Remohi, Jaime (1936–2002), spanischer Comiczeichner
- Brôcan, Jürgen (* 1965), deutscher Schriftsteller, Lyriker, Essayist und Übersetzer
- Brocani, Franco (1938–2023), italienischer Filmregisseur und Drehbuchautor
- Brocard, Arnaud (* 1986), französischer Fußballtorwart
- Brocard, Elisa (* 1984), italienische Skilangläuferin
- Brocard, Henri (1845–1922), französischer Mathematiker
- Brocard, Jean (1920–2013), französischer Politiker, Mitglied der Nationalversammlung
- Brocard, Léna (* 2000), französische Nordische Kombiniererin

### Brocc
- Broccardo, Paul (1902–1987), französischer Radrennfahrer
- Brocchi, Bruno (* 1927), Schweizer Architekt und Vertreter der Tessiner Architekturschule
- Brocchi, Cristian (* 1976), italienischer Fußballspieler
- Brocchi, Giovanni Battista (1772–1826), italienischer Naturforscher, Reisender und Dichter
- Brocchini, Ilaria (* 1966), französische Philosophin
- Brocchus, Gaius Aelius, römischer Offizier (Kaiserzeit)
- Brocco, Maurice (1885–1965), französischer Radrennfahrer
- Brocco, Peter (1903–1992), US-amerikanischer Schauspieler
- Broccoli, Albert R. (1909–1996), US-amerikanischer FilmproduzentAlbert R. Broccoli (1909–1996)

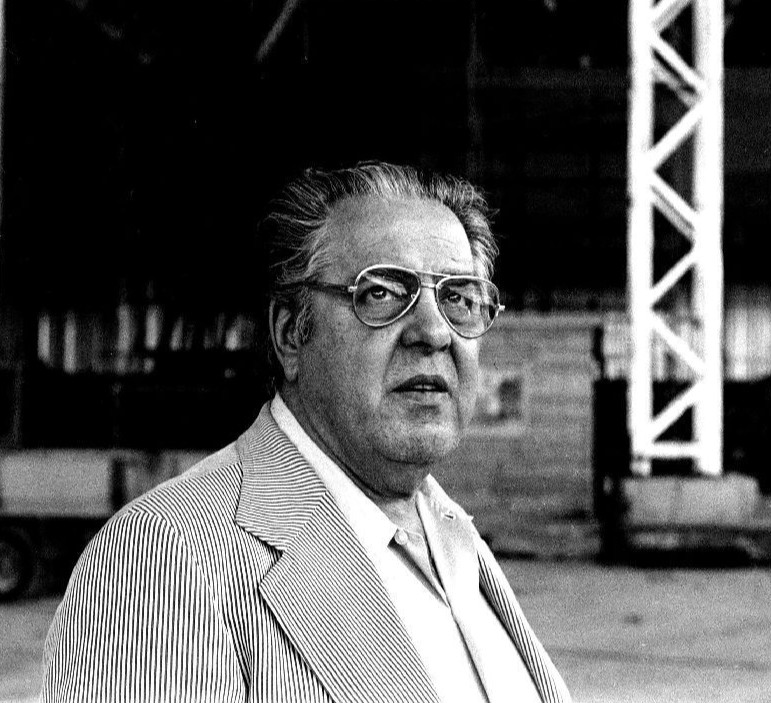
Albert R. Broccoli (1909–1996)

- Broccoli, Barbara (* 1960), US-amerikanische Filmproduzentin
- Broccolino, Lidia (* 1958), italienische Schauspielerin

### Broce
- Broce, Florentino († 2015), philippinischer Fußballspieler und Fußballtrainer

### Broch
- Broch Amado, Alex (* 1987), brasilianischer Fußballspieler
- Broch, Alois (1864–1939), deutscher Maler und Grafiker
- Broch, Brigitte (* 1943), deutsche Szenenbildnerin
- Broch, Henri (* 1950), französischer theoretischer Biophysiker
- Broch, Hermann (1886–1951), österreichischer Schriftsteller
- Broch, Hugo (* 1922), deutscher Luftwaffenoffizier, Jagdflieger und Ritterkreuzträger
- Broch, Ida Elise (* 1987), norwegische Schauspielerin
- Broch, Jenny, österreichische Opernsängerin (Sopran) und Theaterschauspielerin
- Broch, Michael (* 1943), katholischer Theologe und Pfarrer
- Broch, Nicolai Cleve (* 1975), norwegischer SchauspielerNicolai Cleve Broch (* 1975)

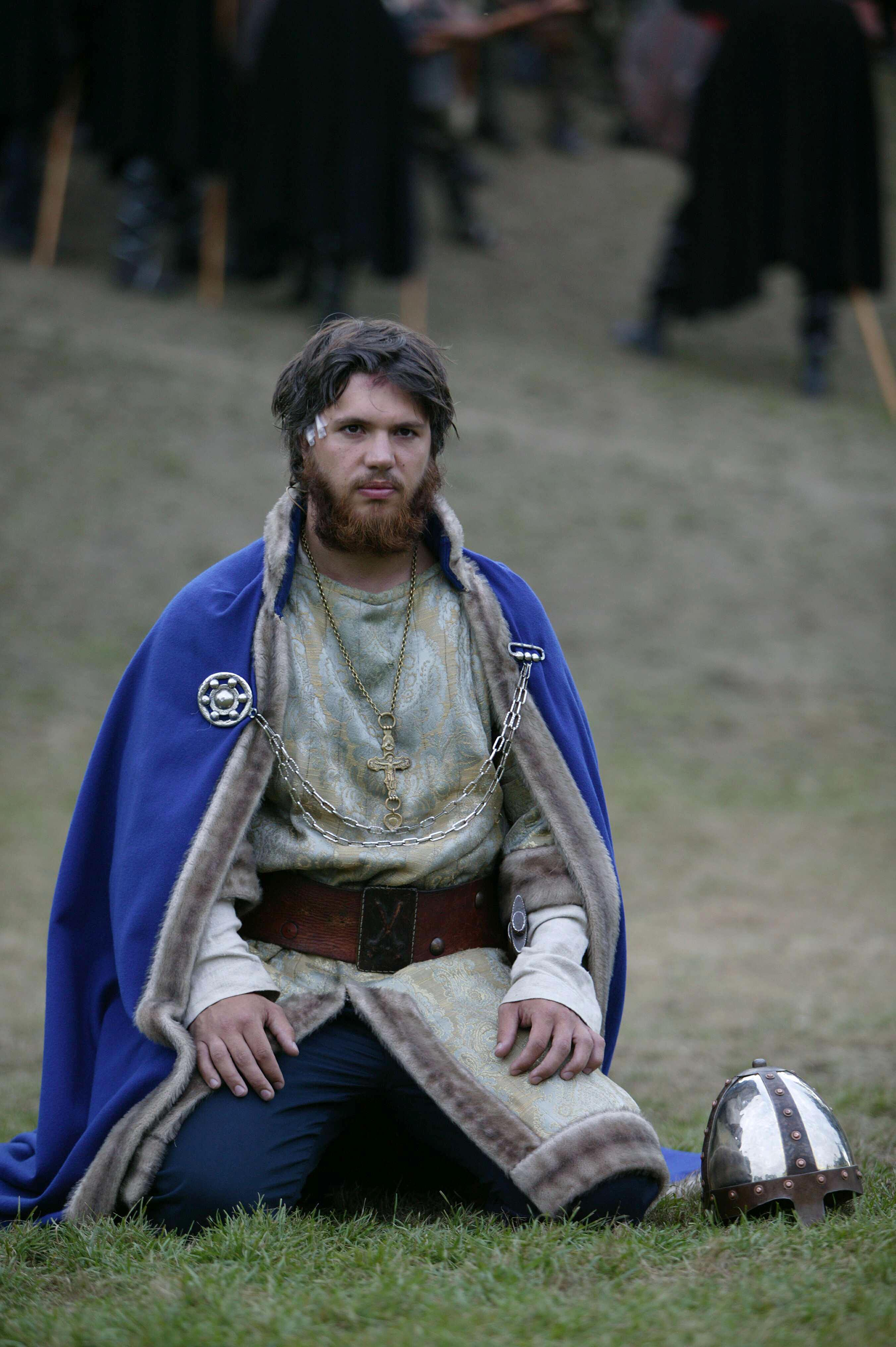
Nicolai Cleve Broch (* 1975)

- Broch, Ole Jacob (1818–1889), norwegischer Wissenschaftler und Politiker, Mitglied des Storting
- Broch, Thomas (* 1947), katholischer Theologe
- Broch, Yvette (* 1990), niederländische Handballspielerin
- Brochado, João Nuno (* 1983), portugiesischer Filmregisseur
- Brochand, Pierre (* 1941), französischer Diplomat
- Brochant de Villiers, André (1772–1840), französischer Geologe und Mineraloge
- Brochard der Deutsche, deutscher Dominikaner
- Brochard, Laurent (* 1968), französischer Radrennfahrer
- Brochard, Martine (* 1944), französische Schauspielerin
- Brochard, Victor (1848–1907), französischer Philosoph und Philosophiehistoriker
- Brochard-Wyart, Françoise (* 1944), französische Physikerin
- Brochart, Constant-Joseph (1816–1899), französischer Genre- und Porträtmaler sowie Kunstpädagoge
- Broche, François (* 1939), französischer Historiker
- Broche, Hans (1896–1963), deutscher Chemiker
- Bröcheler, Caspar (1911–1983), deutscher Opernsänger
- Bröcheler, John (* 1945), niederländischer Bariton
- Brocher, Tobias (1917–1998), deutscher Psychiater, Psychoanalytiker und Sozialpsychologe
- Brocheré, Lizzie (* 1985), französische Schauspielerin
- Brochero, Eduardo M. (1919–1987), spanischer Filmproduzent, Drehbuchautor und Regisseur
- Broches, Rochl (1880–1942), jiddische Schriftstellerin
- Brochet, Anne (* 1966), französische SchauspielerinAnne Brochet (* 1966)

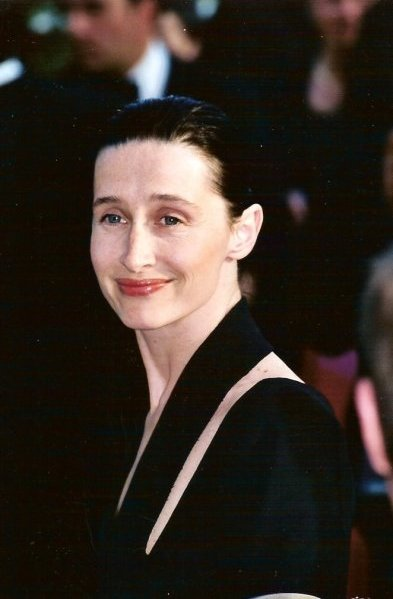
Anne Brochet (* 1966)

- Brochfael ap Elisedd († 773), König von Powys (Wales)
- Brochhaus, Maike (* 1985), deutsche Regisseurin, Drehbuchautorin, Editorin und Produzentin
- Brochhausen-Delius, Christoph, deutscher Pathologe und Hochschullehrer
- Brochier, Alexander (* 1950), deutscher Unternehmer und Stifter
- Brochier, Élodie (* 1972), französische Performancekünstlerin und Musikerin
- Brochier, Franz (1852–1926), deutscher Architekt
- Bröchin, Franz Fidel (1736–1799), Schweizer Barockmaler
- Brochini, Fernando Antônio (1946–2024), brasilianischer Ordensgeistlicher, römisch-katholischer Bischof von Itumbiara
- Bröchler, Stephan (* 1962), deutscher Politikwissenschaftler und Hochschullehrer
- Bröchler-Neumann, Gudrun (1937–2013), deutsche Malerin und Grafikerin
- Brochlitz, Nicole (* 2004), deutsche Basketballspielerin
- Brochman, Kevin (* 1959), US-amerikanischer Skilangläufer
- Brochmand, Jesper Rasmussen (1585–1652), dänischer lutherischer Theologe
- Brochnow, Jörg Günter (1961–2022), deutscher Rechtsanwalt, MdV
- Brochocki, Walery (1847–1923), polnischer Landschaftsmaler
- Brochon, Albert (1899–1990), Schweizer Politiker (BGB)
- Brochowska, Pauline von (1794–1853), deutsche Schriftstellerin und Hofdame
- Brochu, Baptiste (* 1994), kanadischer Snowboarder
- Brochu, Chris (* 1989), US-amerikanischer Schauspieler und Sänger
- Brochu, Daniel (* 1970), kanadischer Schauspieler und Synchronsprecher
- Brochu, Don, Filmeditor
- Brochu, Doug (* 1990), US-amerikanischer Schauspieler und Comedian
- Brochu, Evelyne (* 1982), frankokanadische Schauspielerin
- Brochwel Ysgythrog, König von Powys
- Brochwicz-Lewiński, Janusz (1920–2017), polnischer Widerstandskämpfer im Zweiten Weltkrieg

### Broci
- Broćić, Ljubiša (1911–1995), jugoslawischer Fußballtrainer
- Brociner, Marco (1852–1942), österreichischer Journalist und Schriftsteller

### Brock
- Brock, Achim (* 1958), deutscher Schauspieler
- Brock, Adolf (1932–2023), deutscher Gewerkschafter und Theoretiker der Arbeiterbildung
- Brock, Bazon (* 1936), deutscher Künstler und Professor für ÄsthetikBazon Brock (* 1936)

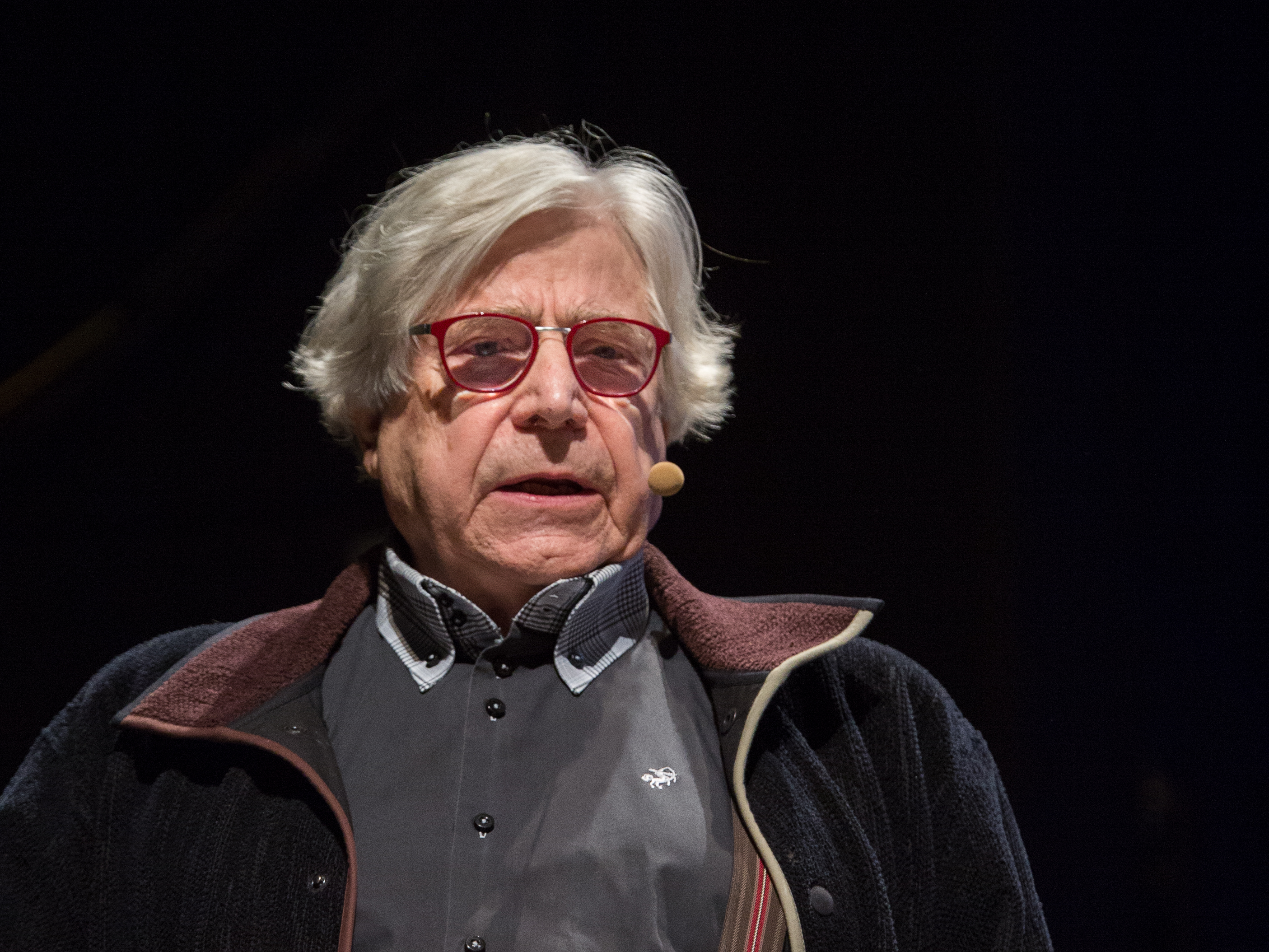
Bazon Brock (* 1936)

- Brock, Bill (1930–2021), US-amerikanischer Politiker
- Brock, Calvin (* 1975), US-amerikanischer Boxer
- Brock, Chad (* 1963), US-amerikanischer Country-Musiker
- Brock, Charley (1916–1987), US-amerikanischer Footballspieler und -trainer
- Brock, Dave (* 1941), englischer Gitarrist, Bassist, Sänger, Songwriter
- Brock, David (* 1962), amerikanischer Publizist
- Brock, Deidre (* 1961), britische Politikerin (SNP)
- Brock, Dennis (* 1995), deutscher Fußballspieler
- Brock, Detlef (* 1954), deutscher Sportmediziner
- Brock, Ditmar (1947–2020), deutscher Soziologe
- Brock, Eduardo (* 1991), brasilianischer Fußballspieler
- Brock, Erich (1889–1976), deutsch-schweizerischer Philosoph und Hochschullehrer
- Brock, Farina (* 1984), deutsche Synchronsprecherin
- Brock, Franz Wilhelm (1823–1897), deutscher Unternehmer und Lokalpolitiker
- Brock, Fredy (1926–1992), deutscher Musiker, Schauspieler und Entertainer
- Brock, Frieda (1873–1943), deutsche Kinderdarstellerin und Theaterschauspielerin
- Brock, Fritz (1931–2014), deutscher Politiker (SED)
- Brock, Georg Ignaz (1746–1821), deutscher Autor und Politiker
- Brock, Gerhard (1922–2009), deutscher Politiker (CDU), MdL
- Brock, Hayley (* 1992), US-amerikanische Fußballspielerin
- Brock, Hella (1919–2020), deutsche Musikpädagogin, Musikwissenschaftlerin und Edvard-Grieg-Forscherin
- Brock, Herbie (1914–2007), US-amerikanischer Jazzmusiker (Piano)
- Brock, Isaac (1769–1812), britischer General
- Brock, Jeffrey (* 1970), US-amerikanischer Mathematiker
- Brock, Jeremy (* 1959), britischer Regisseur und Drehbuchautor
- Brock, Joachim (1891–1969), deutscher Pädiater und Hochschullehrer
- Brock, Joachim (1923–2005), deutscher Herpetologe und Krokodilzüchter
- Brock, Johannes Georg (1852–1889), deutscher Zoologe und Anatom
- Brock, Laura (* 1989), australische Fußballspielerin
- Brock, Lawrence (1906–1968), US-amerikanischer Politiker
- Brock, Lothar (* 1939), deutscher Politologe
- Brock, Lou (1939–2020), US-amerikanischer Baseballspieler
- Brock, Louis (1892–1971), US-amerikanischer Filmproduzent, Filmregisseur und Drehbuchautor
- Brock, Ludvig Frederik (1774–1853), dänisch-norwegischer Militär und Politiker
- Brock, Mario (* 1938), brasilianisch-deutscher Neurochirurg
- Brock, Markus (* 1963), deutscher FernsehmoderatorMarkus Brock (* 1963)
- Brock, Matthias (* 1962), deutscher Maler

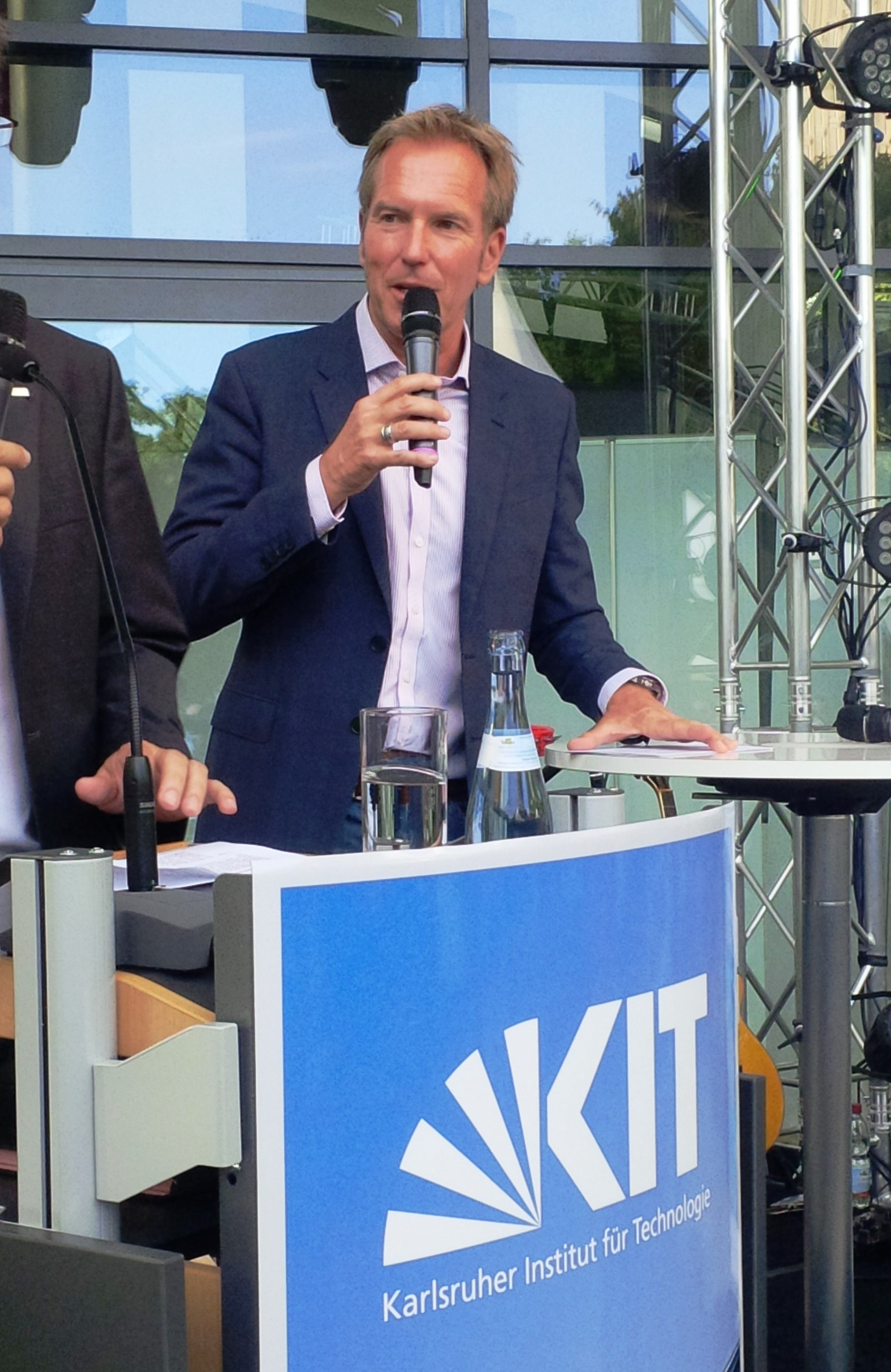
Markus Brock (* 1963)

- Brock, Mel (1888–1956), kanadischer Sprinter und Mittelstreckenläufer
- Brock, Michael H. F. (* 1961), deutscher römisch-katholischer Geistlicher
- Brock, Napoleon Murphy (* 1943), US-amerikanischer Sänger, Saxophonist und FlötistNapoleon Murphy Brock (* 1943)

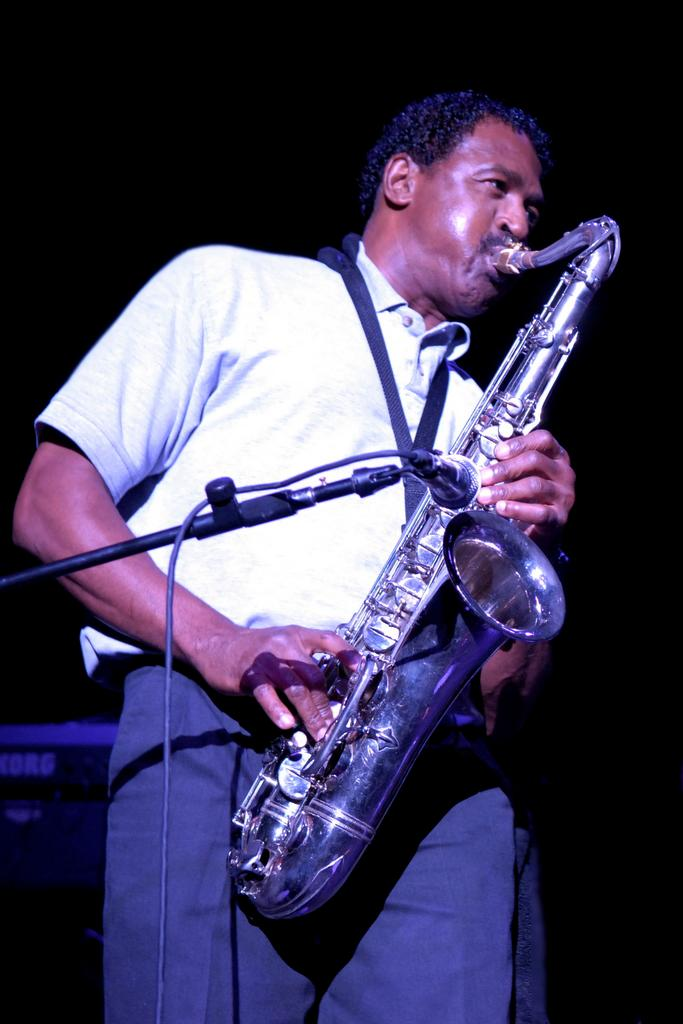
Napoleon Murphy Brock (* 1943)

- Brock, Norbert (1912–2008), deutscher Pharmakologe und Krebsforscher
- Brock, Oliver (* 1969), deutscher Informatiker
- Brock, Paul (1844–1897), deutscher Theaterschauspieler und -regisseur
- Brock, Paul (1900–1986), deutscher Schriftsteller
- Brock, Paul D. (* 1958), britischer Entomologe
- Brock, Peter (1916–1982), deutscher Schriftsteller
- Brock, Peter (1945–2006), australischer Automobilrennfahrer
- Brock, Peter Felix (1805–1875), russischer Staatsmann, Finanzminister und aktiver Geheimrat
- Brock, Randy (* 1943), US-amerikanischer Politiker, State Auditor von Vermont
- Brock, Reinhard (1951–2013), deutscher Synchronsprecher und Dialogregisseur
- Brock, Russell (1903–1980), britischer Chirurg und Politiker
- Brock, Sebastian (* 1980), deutscher Schriftsteller
- Brock, Sebastian Paul (* 1938), englischer Syrologe
- Brock, Stanley (1931–1991), US-amerikanischer Schauspieler
- Brock, Thomas (1847–1922), britischer Bildhauer und Medailleur
- Brock, Thomas D (1926–2021), US-amerikanischer Mikrobiologe
- Brock, Tricia (* 1950), US-amerikanische Regisseurin und Drehbuchautorin
- Brock, Ulrich (* 1955), deutscher Fernsehproduzent, Fernsehregisseur und Medienmanager
- Brock, Uwe (* 1960), deutscher Fußballspieler
- Brock, Werner (* 1922), deutscher Fußballspieler
- Brock, Werner Gottfried (1901–1974), deutscher Philosoph
- Brock, William (* 1941), US-amerikanischer Mathematiker und Wirtschaftswissenschaftler
- Brock, William Emerson (1872–1950), US-amerikanischer Politiker
- Brock, William Hodson (1936–2025), britischer Chemiker und Wissenschaftshistoriker
- Brock, Zach (* 1974), US-amerikanischer Jazzviolinist, Komponist und Bandleader
- Brock-Harder, Inés (* 1964), deutsche Politikerin (Bündnis 90/Die Grünen)
- Brock-Madsen, Nicolai (* 1993), dänischer Fußballspieler
- Brock-Oley, Frida (* 1910), deutsche Politikerin (SED) und Frauenfunktionärin
- Brock-Smith, Alma (1908–2009), US-amerikanisch-kanadische Pianistin und Musikpädagogin
- Brock-Sulzer, Elisabeth (1903–1981), Schweizer Journalistin und Übersetzerin

#### Brocka
- Brocka, Lino (1939–1991), philippinischer Regisseur
- Brockamp, Bernhard (1902–1968), deutscher Geophysiker und Polarforscher
- Brockard, Gallus (1724–1799), deutscher Abt
- Brockardt, Paul (1882–1941), deutscher Architekt und Bauunternehmer

#### Brockd
- Brockdorff, Alex (* 1988), britischer Schauspieler und OffizierAlex Brockdorff (* 1988)

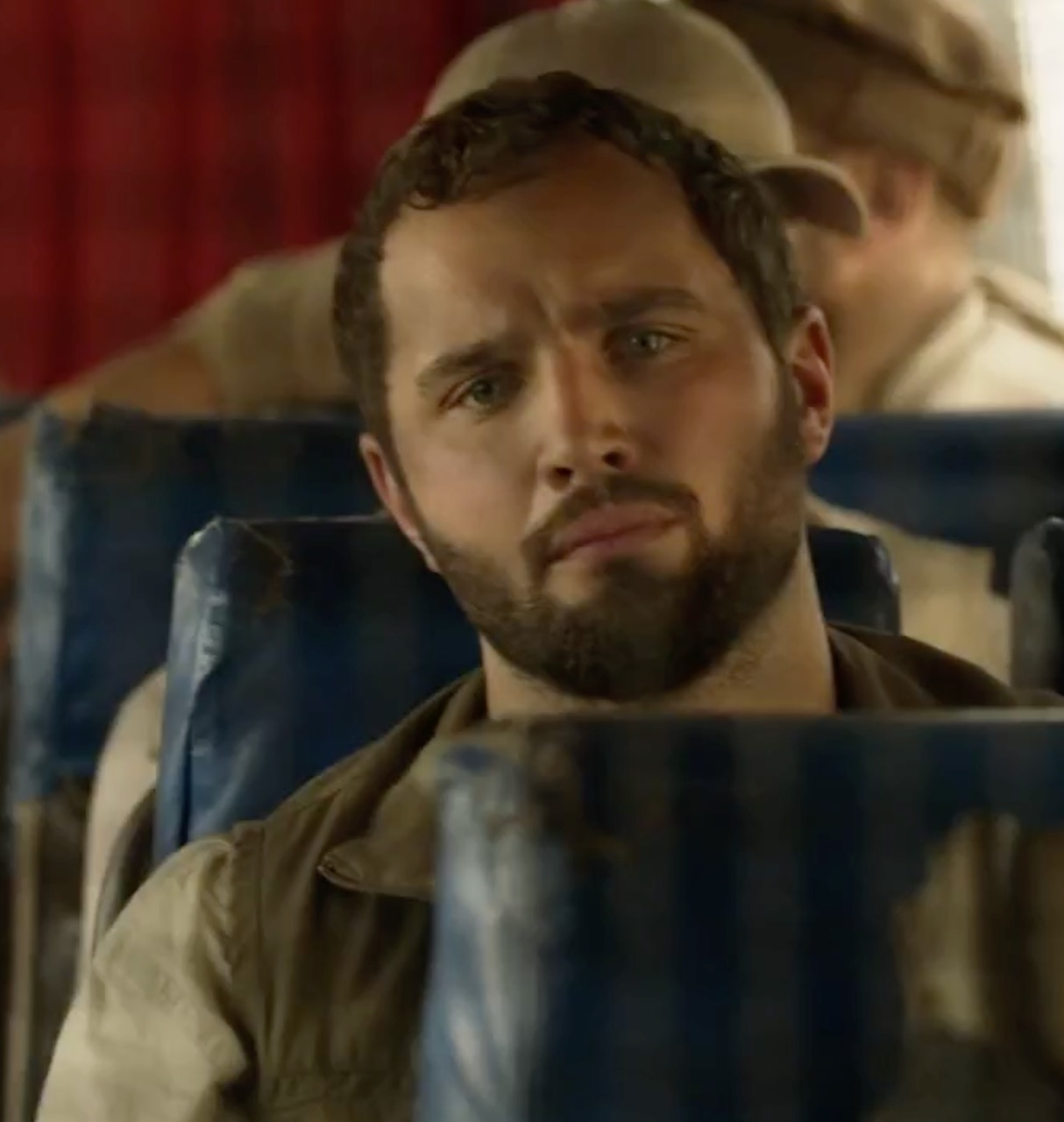
Alex Brockdorff (* 1988)

- Brockdorff, Cäcilie von (1837–1912), deutsche Malerin und Herausgeberin
- Brockdorff, Cai Lorenz von (1646–1725), holsteinischer Gutsbesitzer und dänischer Geheimrat
- Brockdorff, Cay Baron von (1874–1946), deutscher Philosoph, Soziologe und Hochschullehrer
- Brockdorff, Cay Lorenz von (1766–1840), dänisch-schleswig-holsteinischer Jurist und Staatsmann
- Brockdorff, Cay Lorenz von (1813–1870), deutscher Verwaltungsjurist und erster Landrat des Kreises Segeberg
- Brockdorff, Cay Lorenz von (1844–1921), deutscher Rittmeister, Theosoph und Anthroposoph
- Brockdorff, Cay-Hugo von (1915–1999), deutscher Bildhauer, Kunstwissenschaftler und Widerstandskämpfer
- Brockdorff, Christian von († 1710), königlich dänischer Oberst, Chef des Oldenburger National Infanterie-Regiments
- Brockdorff, Detlev Joachim von (1735–1786), deutscher Jurist, Domherr und Freimaurer
- Brockdorff, Erika Gräfin von (1911–1943), deutsche Widerstandskämpferin im Zweiten Weltkrieg
- Brockdorff, Gertrud von (1893–1961), deutsche Schriftstellerin
- Brockdorff, Hans Adolf von (1805–1870), holsteinischer Rittergutsbesitzer und dänischer Verwaltungs- und Hofbeamter
- Brockdorff, Heinrich von (1600–1671), deutscher Soldat und Politiker
- Brockdorff, Ida Hedwig von (1639–1713), deutsche Wohltäterin und Priorin des Klosters Uetersen
- Brockdorff, Saskia von (* 1937), deutsche Zeitzeugin des antifaschistischen Widerstands
- Brockdorff, Sophie von (1848–1906), dänisch-deutsche Theosophin
- Brockdorff, Ulrich Ludwig Hans von (1806–1875), schleswig-holsteinischer Diplomat in dänischen Diensten
- Brockdorff, Ursula Gräfin von (1936–1989), deutsche Politikerin (CDU), Sozialministerin Schleswig-Holstein
- Brockdorff, Wulf Jasper von (1673–1740), deutscher Generalmajor
- Brockdorff-Ahlefeldt, Conrad von (1886–1959), deutscher Offizier und Gutsbesitzer
- Brockdorff-Ahlefeldt, Konrad von (1823–1909), deutscher Gutsbesitzer und Politiker im Herzogtum Holstein
- Brockdorff-Ahlefeldt, Walter von (1887–1943), deutscher General der Infanterie im Zweiten Weltkrieg
- Brockdorff-Noder, Frigga (1878–1954), österreichisch-deutsche Schriftstellerin und Journalistin
- Brockdorff-Rantzau, Ulrich von (1869–1928), erster Außenminister der Weimarer RepublikUlrich von Brockdorff-Rantzau (1869–1928)

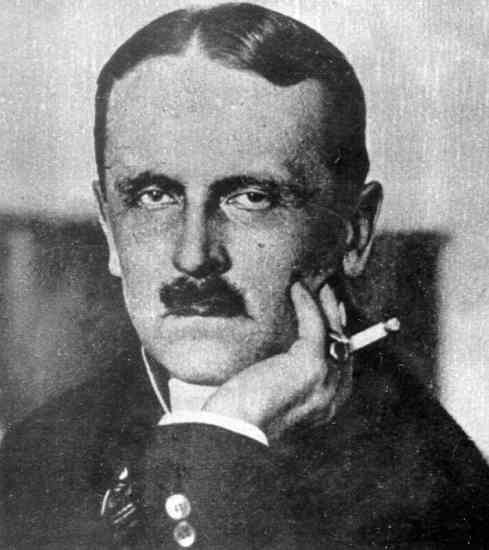
Ulrich von Brockdorff-Rantzau (1869–1928)

#### Brocke
- Brocke, Arthur (1884–1933), deutscher Bauingenieur, Beigeordneter der Stadt Mülheim an der Ruhr
- Brocke, Bernhard vom (* 1939), deutscher Historiker; emeritierter Hochschullehrer
- Brocke, Carl (* 1887), deutscher SS-Führer
- Brocke, Curt von (1873–1956), deutscher Architekt
- Brocke, Edna (* 1943), deutsche Judaistin
- Brocke, Erwin (1921–2004), deutscher Jurist, Vizepräsident des deutschen Bundessozialgerichtes
- Brocke, Felix (* 1988), deutscher Schauspieler
- Brocke, Heinrich (1895–1969), deutscher Landschaftsmaler der Düsseldorfer Schule
- Brocke, Helmut (* 1948), deutscher Verwaltungsjurist
- Brocke, Michael (* 1940), deutscher Judaist
- Brocke, Sonja vom (* 1980), deutsche Lyrikerin und Übersetzerin
- Brocke, Wulf Rüdiger (* 1946), deutscher Politiker (CDU), Abgeordneter der Hamburgischen Bürgerschaft
- Brockedon, William (1787–1854), britischer Maler, Autor und Erfinder
- Bröckel, Heinrich Christoph (1693–1773), deutscher Militäringenieur und Architekt
- Brockel, Herbert (* 1965), deutscher Koch
- Bröckel, Wilhelm (1887–1957), deutscher Bank- und Verbandsdirektor
- Brockelmann, Carl (1868–1956), deutscher Orientalist und Semitist
- Brockelmann, Ernst (1799–1878), deutscher Kaufmann und Politiker
- Bröckelmann, Julie (1804–1848), deutsche Theaterschauspielerin
- Bröckelmann, Wilhelm (1749–1807), deutscher Theaterschauspieler, Komiker und Bühnenschriftsteller
- Bröckelmann, Wilhelm (1797–1854), deutscher Theaterschauspieler, Sänger (Tenor) sowie Intendant
- Brockelt, Reiko (* 1971), deutscher Jazzsaxophonist
- Brocken-Benno (1932–2022), deutscher RekordwandererBrocken-Benno (1932–2022)

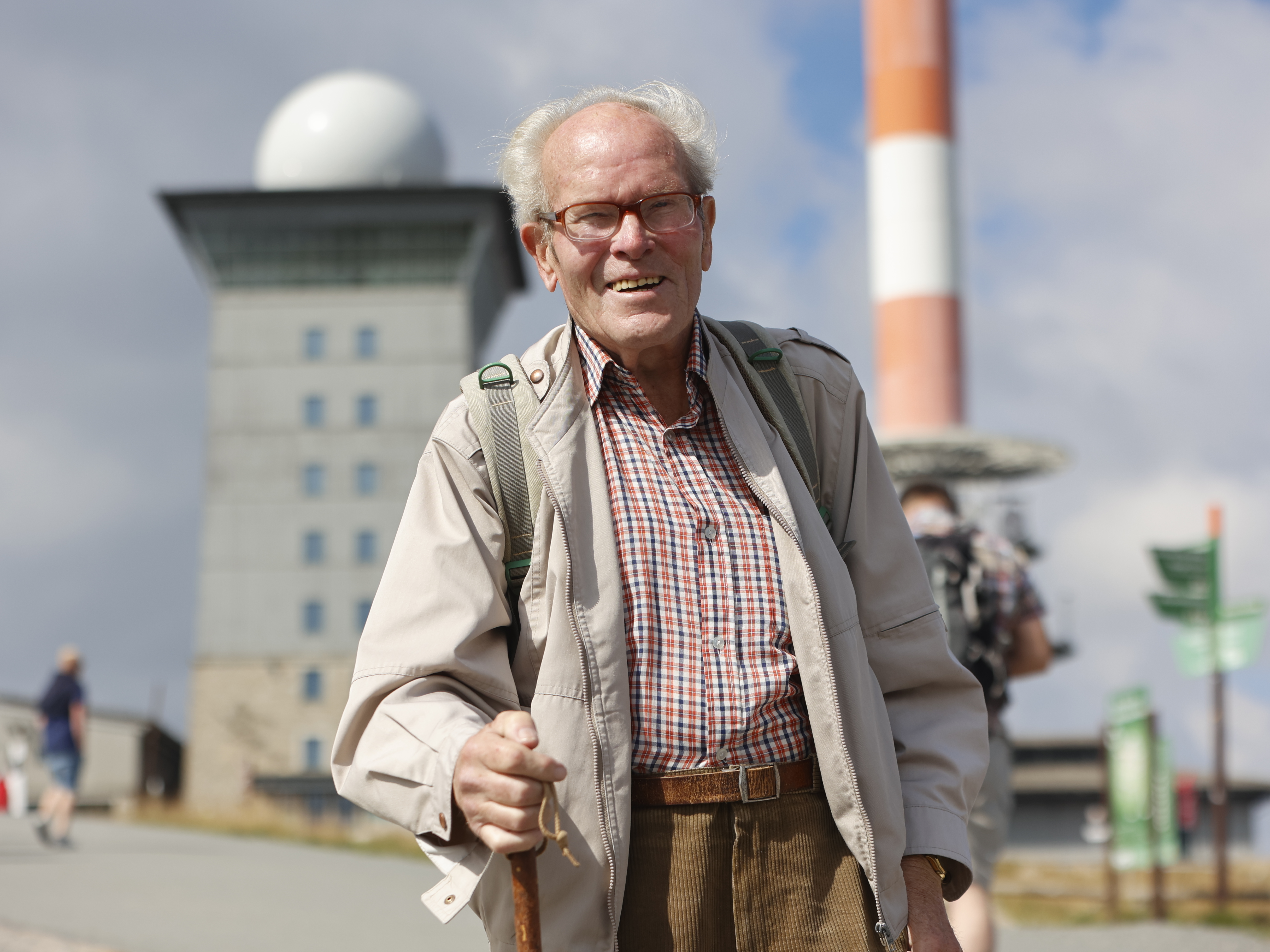
Brocken-Benno (1932–2022)

- Brockenbrough, John White (1806–1877), US-amerikanischer Jurist und Politiker
- Brockenbrough, William Henry (1812–1850), US-amerikanischer Politiker
- Brockenhuus, Henrik Adam (1720–1803), dänischer Adliger
- Bröcker, Beate (* 1956), deutsche Politikerin (SPD), Staatssekretärin in Sachsen-Anhalt
- Brocker, Clemens (* 1961), deutscher Künstler
- Bröcker, Eva-Bettina (* 1946), deutsche Hautärztin
- Bröcker, Fabian (* 1983), deutscher Fußballspieler
- Brocker, Günter (1925–2015), deutscher Fußballspieler und -trainer
- Bröcker, Johannes (1950–2021), deutscher Wirtschaftswissenschaftler
- Brocker, Lars (* 1967), deutscher Jurist
- Bröcker, Ludwig (* 1940), deutscher Mathematiker
- Bröcker, Ludwig Oskar (1814–1895), deutscher Historiker, Journalist, Hochschullehrer und Gymnasiallehrer
- Brocker, Manfred (* 1959), deutscher Politikwissenschaftler
- Brocker, Michael (* 1958), deutscher Fußballspieler
- Bröcker, Michael (* 1977), deutscher JournalistMichael Bröcker (* 1977)

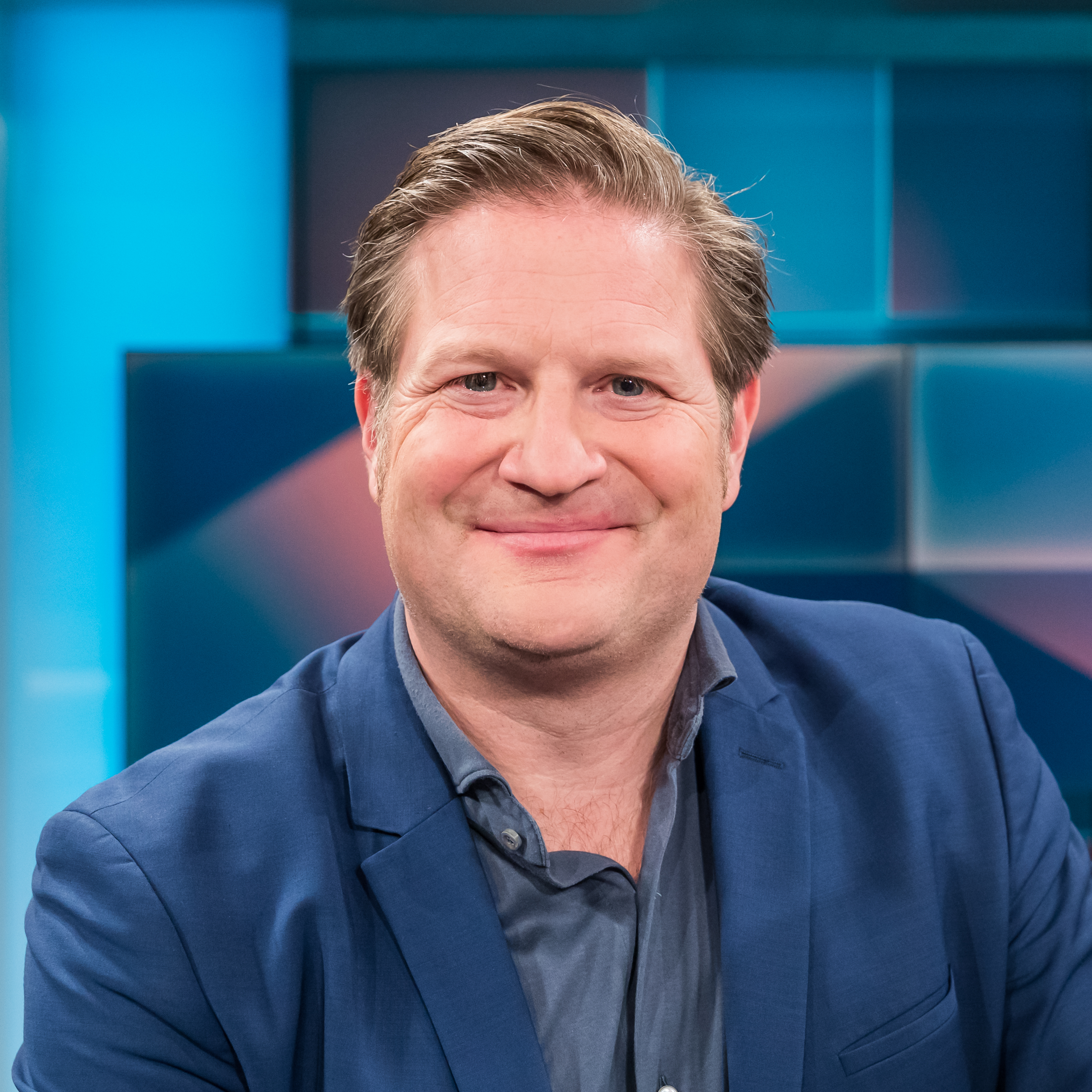
Michael Bröcker (* 1977)

- Brocker, Nathalie (* 1980), luxemburgische Schauspielerin
- Bröcker, Oliver (* 1977), deutscher Schauspieler
- Brocker, Patricia (* 1966), deutsche Fußballspielerin
- Bröcker, Paul (1875–1948), deutscher Journalist und Schriftsteller
- Bröcker, Theodor (1938–2014), deutscher Mathematiker
- Brocker, Ulrich (* 1943), deutscher Verwaltungsjurist und Verbandsfunktionär
- Bröcker, Walter (1902–1992), deutscher Philosoph und Professor in Rostock und Kiel
- Bröckerhoff, Daniel (* 1978), deutscher Journalist und Moderator
- Brockerhoff, Maria (* 1942), deutsche Schauspielerin
- Bröckermann, Heiner (* 1966), deutscher Offizier und Historiker
- Brockermeyer, Blake (* 1973), US-amerikanischer American-Football-Spieler
- Bröckers, Johannes (* 1960), deutscher Autor und Dozent
- Bröckers, Mathias (* 1954), deutscher Journalist und AutorMathias Bröckers (* 1954)

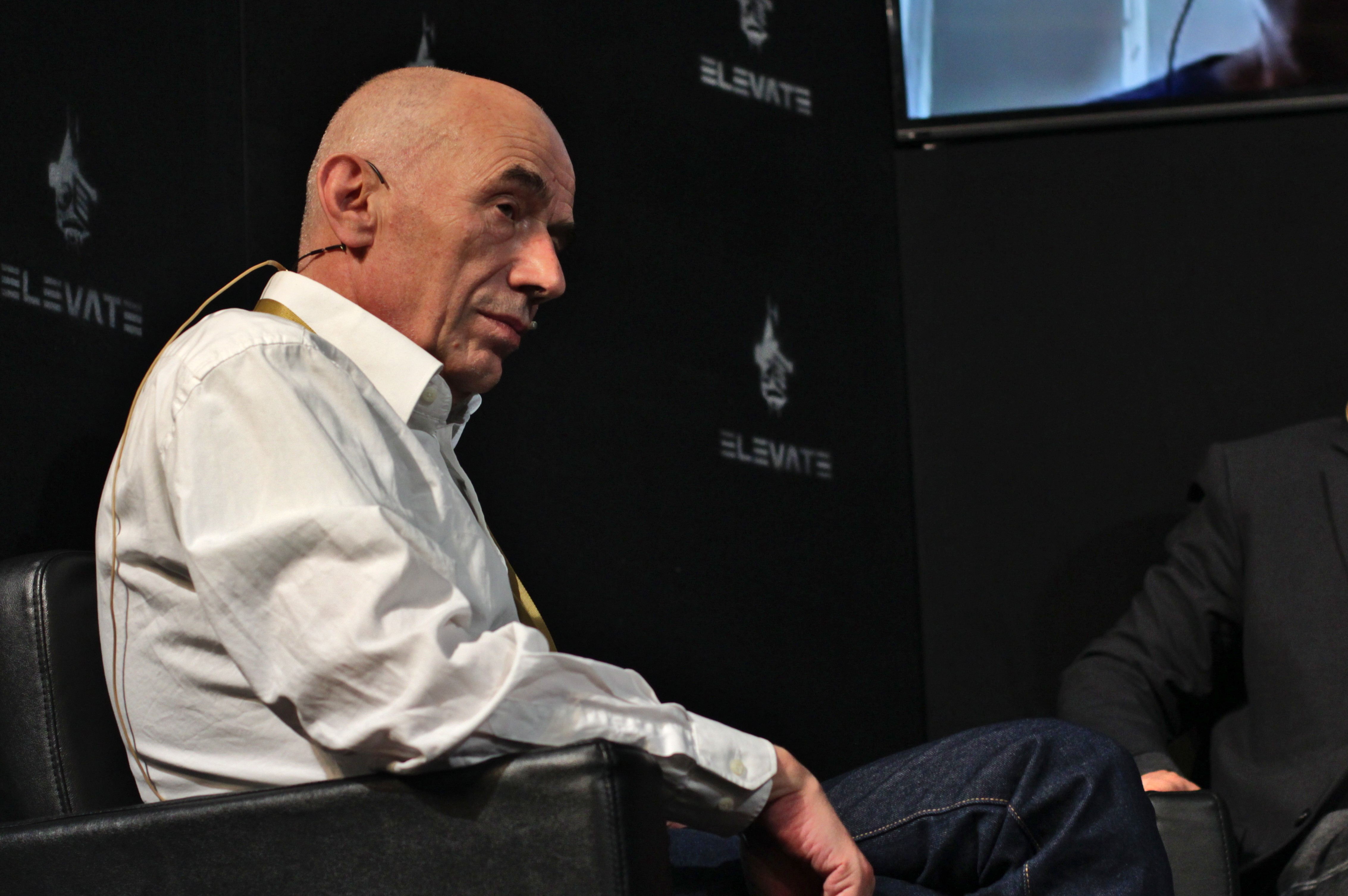
Mathias Bröckers (* 1954)

- Brockers, Michael (* 1990), US-amerikanischer American-Football-Spieler
- Brockert, Max (1870–1962), deutscher Architekt
- Brockes, Barthold Heinrich (1680–1747), deutscher Schriftsteller
- Brockes, Dietmar (* 1970), deutscher Politiker (FDP), MdL
- Brockes, Emma (* 1975), britische Journalistin und Schriftstellerin
- Brockes, Ferdinand (1867–1927), deutscher evangelischer Geistlicher und Autor
- Brockes, Heinrich I. (1567–1623), Lübecker Bürgermeister
- Brockes, Heinrich II. (1706–1773), deutscher Jurist
- Brockes, Joachim Wilhelm (1723–1795), deutscher Kapitän und Kommandant verschiedener Kriegsschiffe
- Brockes, Johann Christoph (1737–1804), preußischer Glasschleifermeister
- Brockes, Ludwig von († 1815), Freund des Heinrich von Kleist
- Brockett, Oscar (1923–2010), US-amerikanischer Theaterwissenschaftler und Universitätsprofessor

#### Brockh
- Brockhage, Hans (1925–2009), deutscher Formgestalter und Bildhauer
- Brockhagen, Alfred (1889–1977), deutscher Politiker (CDU), Abgeordneter der Hamburgischen Bürgerschaft (1953–1970)
- Brockhaus, Albert (1855–1921), deutscher Verlagsbuchhändler und Politiker
- Brockhaus, Arthur (1927–2014), deutscher Chemiker
- Brockhaus, Carl (1822–1899), deutscher Volksschullehrer, Person der Brüderbewegung
- Brockhaus, Clemens (1837–1877), deutscher lutherischer Theologe
- Brockhaus, Daniel (* 1975), deutscher Schauspieler
- Brockhaus, Fabianus (1911–1943), deutscher römisch-katholischer Ordensmann, Missionar und Märtyrer
- Brockhaus, Friedrich (1800–1865), deutscher Buchhändler und Verleger
- Brockhaus, Friedrich (1838–1895), deutscher Staats- und Kirchenrechtslehrer
- Brockhaus, Friedrich Arnold (1772–1823), deutscher Verleger, Gründer des Verlagshauses „F. A. Brockhaus“Friedrich Arnold Brockhaus (1772–1823)

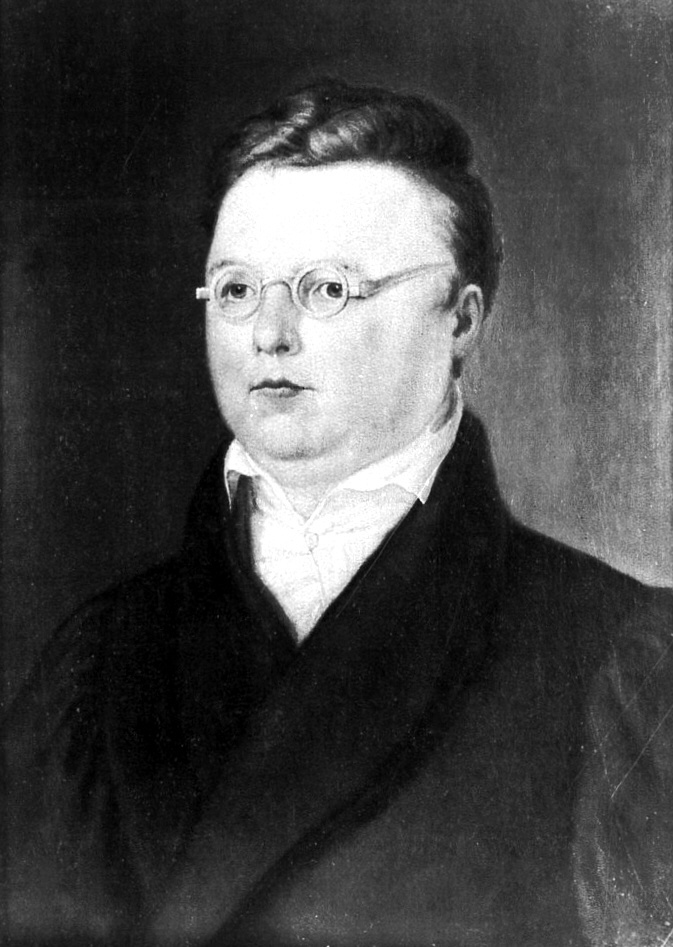
Friedrich Arnold Brockhaus (1772–1823)

- Brockhaus, Fritz (1874–1952), deutscher Verlagsbuchhändler
- Brockhaus, Hans (1888–1965), deutscher Verleger
- Brockhaus, Heinrich (1804–1874), Verleger
- Brockhaus, Heinrich (1858–1941), deutscher Kunsthistoriker
- Brockhaus, Heinrich Eduard (1829–1914), deutscher Verleger und Politiker (NLP), MdR
- Brockhaus, Hermann (1806–1877), deutscher Orientalist
- Brockhaus, Immanuel (* 1960), deutscher Musikwissenschaftler, Produzent und Autor
- Brockhaus, Luise (1805–1872), Schauspielerin und eine Schwester Richard Wagners
- Brockhaus, Lutz (1945–2016), deutscher Bildhauer und Hochschullehrer
- Brockhaus, Max (1867–1957), deutscher Musikverleger
- Brockhaus, Nena (* 1992), deutsche Journalistin, Kolumnistin und Autorin
- Brockhaus, Paul (1879–1965), deutscher Publizist und Pädagoge
- Brockhaus, Peter, deutscher Windsurf-Pionier und Unternehmer in der Windsurfbranche
- Brockhaus, Rudolf (1856–1932), deutscher Prediger, Autor und Verleger der Brüderbewegung
- Brockhaus, Ulrich (* 1936), deutscher evangelikaler Theologe, ehemaliger Verleger und Autor
- Brockhaus, Wilhelm (1819–1888), deutscher Schriftsteller, Komponist und Evangelist der Brüderbewegung
- Brockhaus, Wilhelm (1923–1998), deutscher Hochschullehrer, Anglist und Mundartschriftsteller
- Brockhausen, Carl (1859–1951), österreichischer Verwaltungsjurist
- Brockhausen, Eugen von der Ältere (1811–1869), deutscher Rittergutsbesitzer und Parlamentarier
- Brockhausen, Eugen von der Jüngere (1857–1922), deutscher Landrat, Verbandsdirektor und Politiker (DNVP), MdR
- Brockhausen, Heinrich von (1840–1903), deutscher Verwaltungsbeamter und Rittergutsbesitzer
- Brockhausen, Jacob von (1724–1779), kaiserlicher Feldmarschall-Lieutenant und Ritter des Maria-Theresia-Ordens
- Brockhausen, Joseph (1809–1886), deutscher Jurist und Politiker
- Brockhausen, Karl Christian von (1767–1829), preußischer Diplomat
- Brockhausen, Karl Friedrich Peter von (1751–1830), preußischer Generalmajor der Artillerie und zuletzt 2. Kommandant von Spandau
- Brockhausen, Ralf (1898–1945), deutscher Politiker (NSDAP), MdR
- Brockhausen, Rudolf (1805–1888), deutscher reformierter Geistlicher und Pädagoge
- Brockhausen, Uwe (* 1963), deutscher Politiker (SPD)
- Brockhausen, Wilhelm von (1773–1858), preußischer General
- Brockhoff, deutsche Musikerin und Songwriterin
- Brockhoff, Adolf (1919–1997), deutscher katholischer Priester
- Brockhoff, Aloys (1739–1825), deutscher Kanoniker, Priester, Offizial des Stiftes Essen
- Brockhoff, Belle (* 1993), australische Snowboarderin
- Brockhoff, Bruno (1903–1949), deutscher SED-Funktionär, MdL
- Brockhoff, Evelyn (* 1955), deutsche Kunsthistorikerin
- Brockhoff, Franz Xaver Udalricus Aloysius (1785–1846), deutscher Unternehmer und Politiker
- Brockhoff, Friedrich (1845–1926), deutscher Pädagoge und Musiker
- Brockhoff, Gustav (1862–1940), deutscher Bergwerksdirektor
- Brockhoff, Gustav (1895–1967), deutscher Jurist
- Brockhoff, Jan (* 1994), deutscher Radrennfahrer und Sportlicher Leiter
- Brockhoff, Johann (1871–1942), deutscher Maler und Grafiker
- Brockhoff, Johann Nepomuk (1757–1822), deutscher Kanzleidirektor, Land- und Stadtgerichtsdirektor, Geheimer Hofrat
- Brockhoff, Julius Franz (1824–1898), deutscher Unternehmer und Politiker
- Brockhoff, Kilian (* 2004), deutscher Basketballspieler
- Brockhoff, Klaus (* 1939), deutscher Ökonom
- Brockhoff, Maria-Elisabeth (1922–1996), deutsche Musikwissenschaftlerin und Hochschullehrerin
- Brockhoff, Wilhelm (1886–1966), deutscher Politiker
- Brockhöft, Carl Martin (1884–1965), deutscher Kapitän und Kap Hoornier
- Brockhöft, Ellen (1893–1977), deutsche Eiskunstläuferin
- Brockholls, Anthony († 1723), kommissarischer Gouverneur der englischen Kolonie New York
- Brockhouse, Bertram (1918–2003), kanadischer Physiker
- Brockhouse, Charles (* 1959), kanadischer Molekularbiologe
- Brockhusen, Hans Joachim von (1860–1928), deutscher Politiker, Gutsherr und Offizier
- Brockhusen, Karl von (1770–1852), preußischer Generalmajor und Kommandant der Festung Weichselmünde und Neufahrwasser
- Brockhusen, Theo von (1882–1919), deutscher Maler

#### Brocki
- Brockie, Jeremy (* 1987), neuseeländischer Fußballspieler
- Brockie, Marianus (1687–1755), schottischer katholischer Theologe, Philosoph und Benediktiner
- Brockington, Colin Fraser (1903–2004), britischer Mediziner
- Brockington, Ian (* 1935), britischer Psychiater

#### Brockl
- Bröckl, Franziska (* 1994), deutsche Fußballspielerin
- Bröckl, Norman (* 1986), deutscher Kanute
- Brocklebank, Daniel (* 1979), britischer SchauspielerDaniel Brocklebank (* 1979)

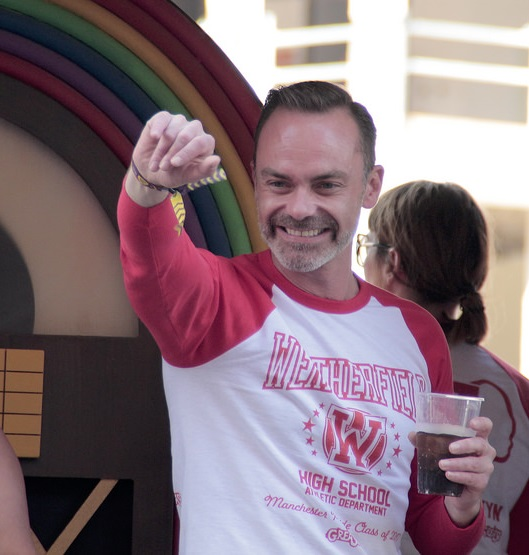
Daniel Brocklebank (* 1979)

- Brocklebank, Sage (* 1978), kanadischer Schauspieler
- Brocklebank, Ted (* 1942), schottischer Politiker
- Brocklehurst, Aaron (* 1985), kanadischer Eishockeyspieler
- Brocklehurst, John, 1. Baron Ranksborough (1852–1921), britischer Offizier und Politiker der Liberal Party, Oberhausmitglied
- Brocklehurst, Philip (1887–1975), britischer Südpolarforscher
- Brocklin, Norm Van (1926–1983), US-amerikanischer American-Football-Spieler und -Trainer
- Bröckling, Ulrich (* 1959), deutscher Soziologe

#### Brockm
- Brockman, Gail (1916–1970), US-amerikanischer Jazztrompeter
- Brockman, Greg (* 1987), US-amerikanischer InformatikerGreg Brockman (* 1987)

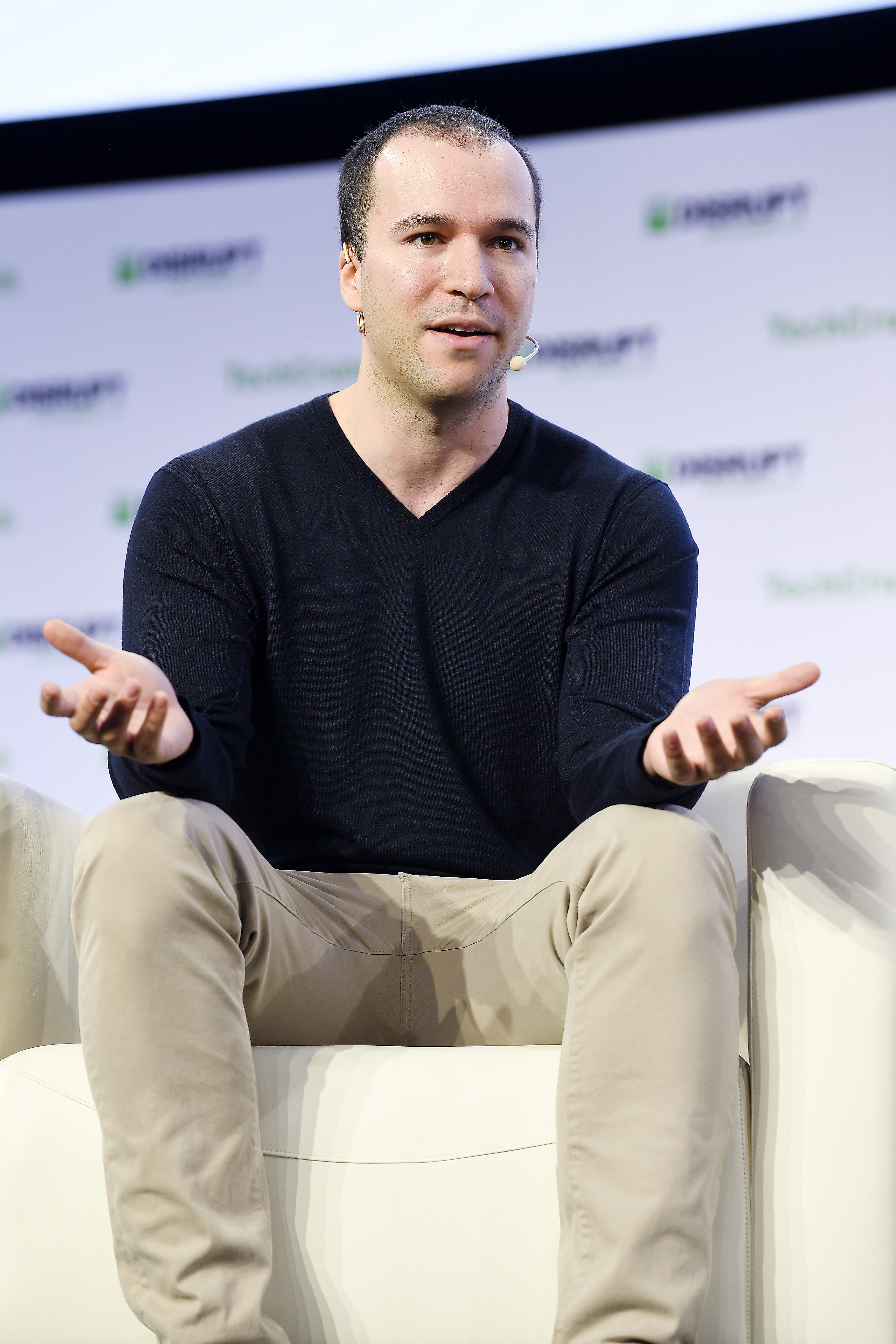
Greg Brockman (* 1987)

- Brockman, Jane (* 1949), US-amerikanische Komponistin und Musikpädagogin
- Brockman, John (* 1941), amerikanischer Literaturagent
- Brockman, Jon (* 1987), US-amerikanischer Basketballspieler
- Brockman, Mike (1945–2019), US-amerikanischer Unternehmer, Autorennfahrer und Stuntfahrer
- Brockmann (* 1966), deutscher Bürgermeister und Kaufmann
- Brockmann, Alexander Ludwig (1803–1866), deutscher Porträt- und Landschaftsmaler in Suriname
- Brockmann, Andreas (* 1967), deutscher Eishockeyspieler
- Brockmann, Anke (* 1988), deutsche Hockeyspielerin
- Brockmann, Axel (* 1964), deutscher Polizist, Polizeipräsident in Hannover
- Brockmann, Bernhard (1931–2018), deutscher Rechtsanwalt, Notar und Regionalhistoriker
- Brockmann, Carl (1887–1958), deutscher Leichtathlet
- Brockmann, Christian (* 1960), deutscher Altphilologe und Medizinhistoriker
- Brockmann, Christoph (1878–1962), deutscher Diatomeen-Forscher
- Brockmann, Clara (1883–1955), deutsche Schriftstellerin
- Brockmann, Dirk (* 1969), deutscher Physiker, Professor für Biologie an der Humboldt-Universität zu BerlinDirk Brockmann (* 1969)

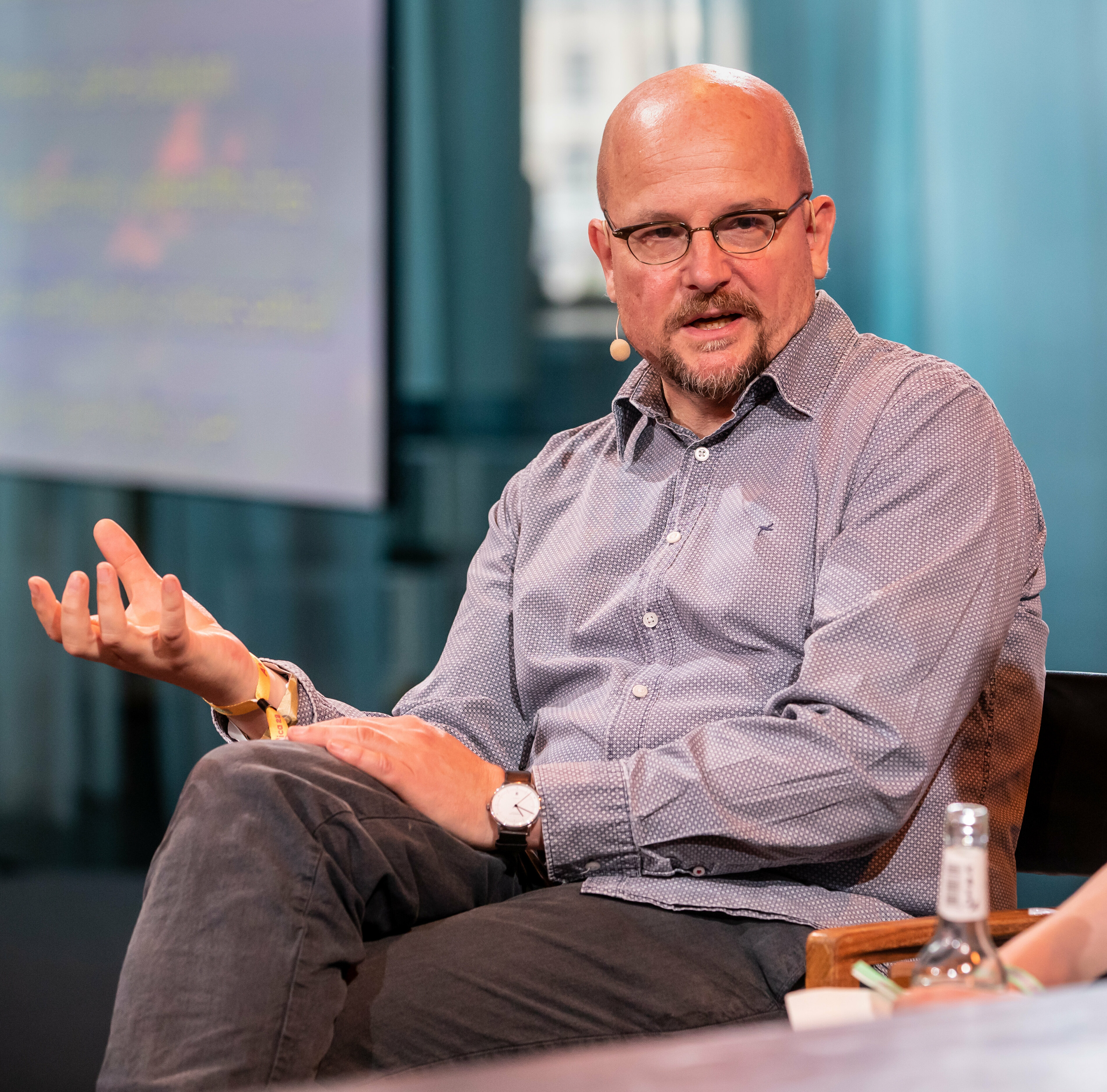
Dirk Brockmann (* 1969)

- Brockmann, Doris (* 1958), deutsche Schriftstellerin
- Brockmann, Dorothea (1899–1983), deutsche Scherenschnitt-Künstlerin
- Brockmann, Elisabeth (* 1955), deutsche Künstlerin und Autorin
- Brockmann, Ernst Friedrich (1920–1978), deutscher Architekt, Grafiker und Bildhauer, Vizepräsident des Bundes Deutscher Architekten
- Brockmann, Eva (* 1999), 75. Deutsche Weinkönigin
- Brockmann, Friedrich (1809–1886), deutscher Historien- und Porträtmaler sowie Fotograf
- Brockmann, Georg (1723–1800), deutscher evangelisch-lutherischer Theologe
- Brockmann, Gerd (* 1951), deutscher Politiker (SPD) und Verwaltungsbeamter
- Brockmann, Gottfried (1903–1983), deutscher Künstler und Hochschullehrer
- Brockmann, Günther (1931–2018), deutscher Numismatiker und Antiquitätenhändler
- Brockmann, Hans (1893–1982), deutscher Film- und Theaterschauspieler
- Brockmann, Hans (1903–1988), deutscher Chemiker
- Brockmann, Hans (1936–2019), deutscher Chemiker
- Brockmann, Heinrich (1820–1858), deutscher Arzt und Erstbeschreiber der Brockmann-Körper in den Knochenfischen
- Brockmann, Heinz-Wilhelm (* 1947), deutscher Politiker (CDU)
- Brockmann, Hermann (1892–1953), deutscher Politiker (SPD), MdL
- Brockmann, Hermanus (1871–1936), niederländischer Ruderolympiasieger
- Brockmann, Hilke (* 1965), deutsche Soziologin
- Brockmann, Jenny (* 1976), deutsche Künstlerin
- Brockmann, Jens-Christoph (* 1987), deutscher Politiker (AfD), MdL
- Brockmann, Jochen (1919–1990), deutscher Schauspieler
- Brockmann, Johann Franz (1745–1812), österreichischer Schauspieler
- Brockmann, Johann Heinrich (1767–1837), deutscher römisch-katholischer Theologe, Geistlicher und Hochschullehrer
- Brockmann, Johannes (1888–1975), deutscher Politiker (Zentrum), MdL, MdBJohannes Brockmann (1888–1975)

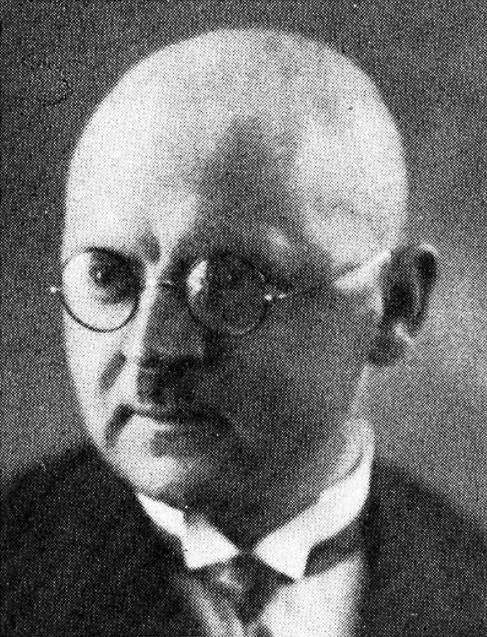
Johannes Brockmann (1888–1975)

- Brockmann, Joseph (1890–1975), deutscher römisch-katholischer Priester, Dompropst in Paderborn
- Brockmann, Karl (1854–1932), deutscher Maschinenbauingenieur und Gestalter
- Brockmann, Katrin (* 1972), deutsche Schauspielerin
- Brockmann, Lambert (1875–1947), deutscher Politiker (Zentrum)
- Brockmann, Leonhard (1935–2015), deutscher Politiker (CDU), MdL
- Brockmann, Ludwig (1847–1921), deutscher Architekt
- Brockmann, Matthias (* 1944), deutscher Autor
- Brockmann, Rudolf (1761–1814), deutscher Offizier, Landvermesser, Gutsbesitzer und Abgeordneter
- Brockmann, Siegfried (* 1959), deutscher Leiter der Unfallforschung der Versicherer (UDV)
- Brockmann, Steffen (* 1974), deutscher Basketballtrainer
- Brockmann, Tessa Johanna (* 2005), deutsche Tennisspielerin
- Brockmann, Theodor (1826–1905), deutscher Kaufmann und Landtagsabgeordneter
- Brockmann, Theodor (1914–1994), deutscher Verwaltungsjurist
- Brockmann, Thomas (* 1960), deutscher Historiker, Kirchenhistoriker und Hochschullehrer
- Brockmann, Tim (* 1977), deutscher Politiker (CDU), MdL
- Brockmann, Volker (* 1952), deutscher Politiker (SPD), MdL
- Brockmann, Waldemar (* 1920), deutscher Fußballspieler und -trainer
- Brockmann, Werner (1908–1945), deutscher evangelisch-lutherischer Pfarrer
- Brockmann, Willi (1924–2001), deutscher Ingenieur
- Brockmann, Willibert (1925–1986), deutscher Politiker (SPD), MdBB
- Brockmann-Jerosch, Heinrich (1879–1939), Schweizer Botaniker und Pflanzensoziologe
- Brockmann-Jerosch, Marie (1877–1952), Schweizer Geologin und Botanikerin
- Brockmeier, Alexander (* 1992), deutscher Politiker (FDP), MdLAlexander Brockmeier (* 1992)

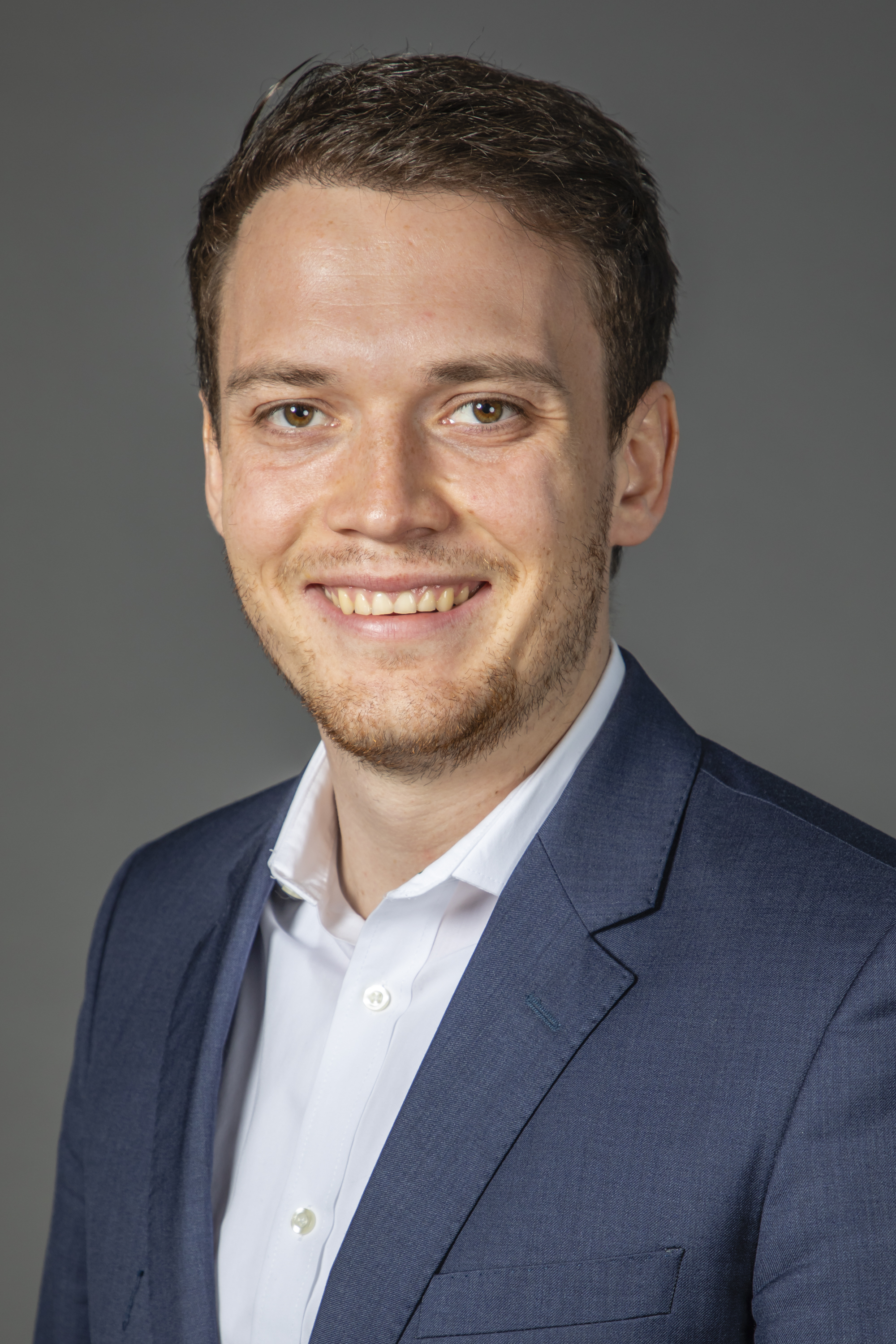
Alexander Brockmeier (* 1992)

- Brockmeier, Christian (* 1959), deutscher Jazzpianist
- Brockmeier, Heinrich (* 1938), deutscher Maler, Grafiker und Bildhauer
- Brockmeier, Kevin (* 1972), US-amerikanischer Schriftsteller
- Brockmeier, Martina (* 1961), deutsche Agrarökonomin und Hochschullehrerin
- Brockmeier, Peter (1934–2024), deutscher Romanist und Komparatist
- Brockmeier, Wolfram (1903–1945), deutscher nationalsozialistischer Lyriker
- Brockmeyer, Bettina (* 1974), deutsche Historikerin
- Brockmeyer, Claus (* 1953), deutscher Schauspieler und Synchronsprecher
- Brockmeyer, Henry Clay (1826–1906), deutsch-amerikanischer Philosoph und Vizegouverneur des US-Bundesstaates Missouri
- Brockmeyer, Norbert H. (* 1952), deutscher Mediziner
- Brockmöller, Annette (* 1963), deutsche Richterin am Bundesgerichtshof
- Brockmöller, Brigitte (* 1953), deutsche Politikerin (SPD), MdHB
- Brockmüller, Friedrich Franz (1880–1958), deutscher Bildhauer
- Brockmüller, Gerhard (* 1941), deutscher Dressurreiter
- Brockmüller, Paul (1864–1925), deutscher Maler, Illustrator und Werbegrafiker

#### Brocko
- Brockovich, Erin (* 1960), US-amerikanische RechtsanwaltsgehilfinErin Brockovich (* 1960)

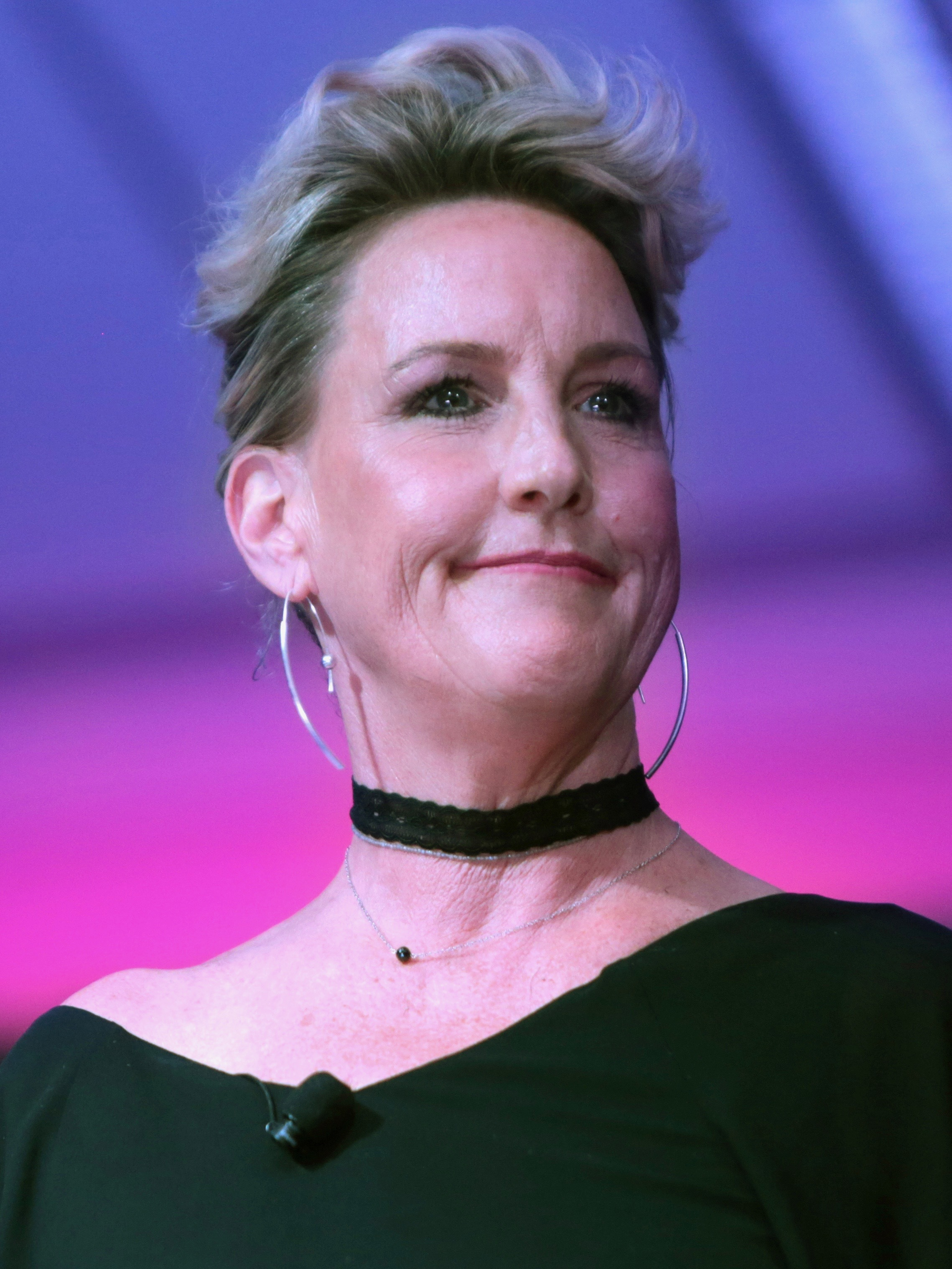
Erin Brockovich (* 1960)

#### Brockp
- Brockpähler, Renate (1927–1989), deutsche Volkskundlerin
- Brockpähler, Wilhelm (1894–1980), deutscher Lehrer, Autor und Heimatforscher
- Brockpähler, Wolfgang (1929–2014), deutscher Schriftsteller

#### Brocks
- Brocks, Bea (* 1989), deutsche Schauspielerin
- Brocks, Hendrik (1942–2023), indonesischer Radrennfahrer
- Brockschmidt, Annika (* 1992), deutsche Journalistin und Autorin
- Brocksien, Ulrich (1898–1942), deutscher Kapitän zur See der Kriegsmarine
- Brocksieper, Freddie (1912–1990), deutscher Jazz-Musiker, Schlagzeuger und Bandleader
- Brocksieper, Heinrich (1898–1968), deutscher Fotograf, Experimental-Filmer und Maler
- Brocksieper, Utz (* 1939), deutscher Bildhauer
- Brocksmith, Roy (1945–2001), US-amerikanischer Schauspieler
- Brockson, Franklin (1865–1942), US-amerikanischer Politiker
- Brockstedt, Emil (* 1957), deutscher Politiker (CDU), MdL
- Brockstedt, Jürgen (1939–1992), deutscher Wirtschafts- und Sozialhistoriker
- Brockstedt, Nora (1923–2015), norwegische Sängerin und Entertainerin

#### Brockt
- Brockt, Johannes (1901–1980), deutsch-österreichischer Musikwissenschaftler und Komponist

#### Brockw
- Brockway, Fenner, Baron Brockway (1888–1988), britischer Journalist und Politiker, Mitglied des House of Commons
- Brockway, Howard (1870–1951), US-amerikanischer Komponist
- Brockway, John H. (1801–1870), US-amerikanischer Politiker
- Brockwell, Gladys (1894–1929), US-amerikanische Schauspielerin
- Brockwell, Maurice W. (1869–1958), britischer Kunsthistoriker

### Brocm
- Brocmann, Reiner (1609–1647), deutsch-baltischer Pfarrer und Gelegenheitsdichter

### Broco
- Broco, Hernâni (* 1981), portugiesischer Radrennfahrer

### Brocq
- Brocquy, Louis le (1916–2012), irischer Maler

### Brocz
- Broczyner, Alfred (1878–1945), österreichischer Versicherungsbeamter, Gewerkschafter, sowie Wiener Landtagsabgeordneter und Gemeinderat
- Broczyner, Theodor (* 1900), österreichisch-israelischer Finanzbeamter und Hochschullehrer